# Río Trebišnjica
El río Trebišnjica es un cauce de agua tipo guadiana ubicado en Bosnia y Herzegovina. Su mayor parte de cauce es compuesta por una serie de corrientes subterráneas, que juntas le dan una longitud de 96,5 km (60,0 mi) sobre el terreno, y una longitud total de 187 km (116,2 mi) con su caudal subterráneo, y está considerado como uno de los cuerpos de agua inmergidos más prolongados del mundo.

## Nacimiento
Al fluir en las zonas del karst (piedra caliza), el Trebišnjica actualmente representa un sistema hidrográfico muy complejo en su cauce sobre y debajo de la superficie. Su nacimiento se encuentra originado en las dos corrientes provenientes de las aguas manantiales de los montes Lebršnik y Čemerno, ubicados en Bosnia y Herzegovina:
- Una de las corrientes, la de Mušnica, fluye de la frontera oriental a la occidental de Gatačko Polje (Campos de Gacko), desde la montaña Lebršnik hasta Bjelašnica, pasando a través del lago Klinje, y cerca de los asentamientos de Avtovac, Gacko, Srđevići, Bašići, Drugovići, Kula, y Branilovići, antes de lo cual desaparece entre el karst en Cerničko Polje (Campos de Cernica), al oeste de la montaña Baba, en la villa de Cernica, ya con el nombre de Ključka rijeka (Rio Ključ), tras pasar cerca del pueblo de Ključ.

- Otra corriente, la de Gračanica, fluye desde la montaña Čemerno también en Gatačko Polje, cerca de los poblados de Bahori y Gračanica, antes de encontrarse con la de Mušnica cerca de Srđevići. Ambas corrientes se caracterizan por ser muy fuertes, y a su vez erráticas en sus cauces y sus bruscos cambios de dirección.

El río aparece brevemente en Fatničko Polje (Campo de Fatnica), bajo el nombre de Fatnička reka (Rio Fatnica), para luego volver a desaparecer tras un breve curso en la superficie.

## Cauce medio

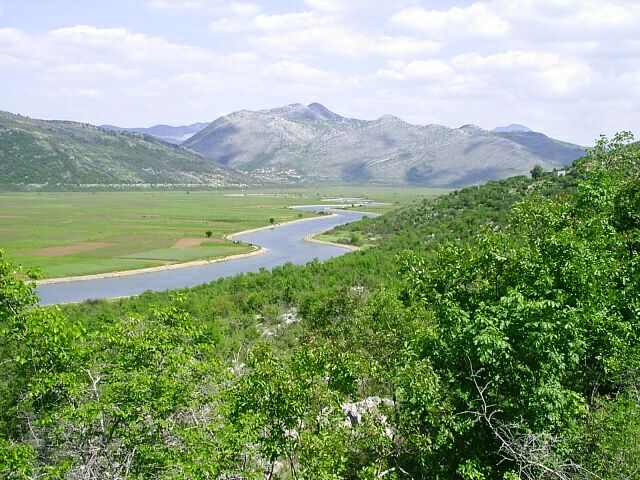
El río Trebišnjica en Popovo Polje.

Tras un cruce de 30 km (18,6 mi) en la parte subterránea, las aguas inmergidas del Fatnička reka reaparecen en una serie de aguas manantiales muy poderosas cerca de la villa de Bileća, donde se juntan en un solo río, el Trebišnjica, el más importante río en la parte oriental de Herzegovina. Este río fluye hacia el sur, a través de la depresión de Miruša. En la parte más austral de dicha depresión, el río es represado por la Represa de Grancarevo, en el pueblo de Gornje Grančarevo y completamente apresado corriente arriba por el lago artificial Lago Bileća. Casi la totalidad de la orilla oriental del lago pertenece a Montenegro.
Luego, el Trebišnjica gira en dirección al oeste entre las poblaciones de Donje Grnčarevo y Lastva dentro de Trebinjsko polje (Campos de Trebinje), siendo represadas sus aguas nuevamente en la villa de Gorica, donde se crea un embalse reducido de su cauce. Este río continúa al oeste siguiendo la vertiente sur de la montaña Bjelasnica, cruza la ciudad de Trebinje y las villas de Dražin Do, Tvrdoš, Gornja Kočela y Donja Kočela, y entra a los más amplios campos de karst en los Balcanes, Popovo Polje (El campo del sacerdote).
En Popovo Polje, el Trebišnjica suele hundirse nuevamente (véase en Regulación a continuación), justo después de Trebinje. En la superficie, el río gira al noroeste, cerca de los poblados de Staro Slano, Đedići, Dobromani, Žarkovo, Tilje, Sedlari, Grmljani y Zavala, cerca de las cuevas de Vjetrenica, la más grande de toda Bosnia y Herzegovina. Luego, el río gira al norte, haciendo una gran curva entre las ciudades de Dvrsnica, Orašje, Čavaš y Turkovići  y en el bajo Popovo Polje, cerca de la frontera con Croacia, hundiéndose dentro de las varias fosas subterráneas (siendo las más notables las de Doljašnica y Ponikva).

## Bajo cauce
Las aguas del Trebišnjica, provenientes desde Popovo Polje, reaparecen en tres caudales separados:
- El poderoso manantial de Čapljina, en el área del bajo cauce del rio Neretva, en Herzegovina.

- Una serie de manantiales (denominadas vrulje, bullideros); cerca de la reducida faja costera de Slano en Croacia, al noroeste de la histórica ciudad de Dubrovnik.

- Tras cerca de 20 km (12,4 mi) de curso subterráneo, el Trebišnjica re-emerge como una serie de poderosos manantiales en la cueva cercana a Gruž, en la parte occidental de Dubrovnik. Este curso de agua es llamado allí el río Ombla (Umbla; o Dubrovačka rijeka; Rio Dubrovnik). Tiene tan solo 30 metros de longitud pero posee una muy amplio y poderoso caudal (con una descarga promedio de 24 m³/s; en los mapas suele aparecer como una pequeña bahía en el Mar Adriático, en el cual desemboca, al norte de Dubrovnik).

La parte baja del río está completamente inundada por el mar (en croata: draga), con 30 metros de profundidad y siendo navegable por solo 3.7 km (a diferencia del curso superior del Trebišnjica, el cual no es navegable en su totalidad). Muchos de los suburbios de Dubrovnik (Mokošica, Komolac, Rožat, Prijevor, Lozica) se encuentran ubicados cerca de la rivera del Trebišnjica. Las aguas provenientes de dicho río han sido utilizadas en los acueductos de Dubrovnik desde 1437.
El área total de drenaje del Trebišnjica cubre 4,926 km², de los cuales 600 km² son compartidos junto al área de desemboque del río Neretva (los manantiales de Čapljina). El área de desembocadura de la parte central, la parte más prolongada del cauce del río; cubre 2,225 km².

## Regulación e importancia

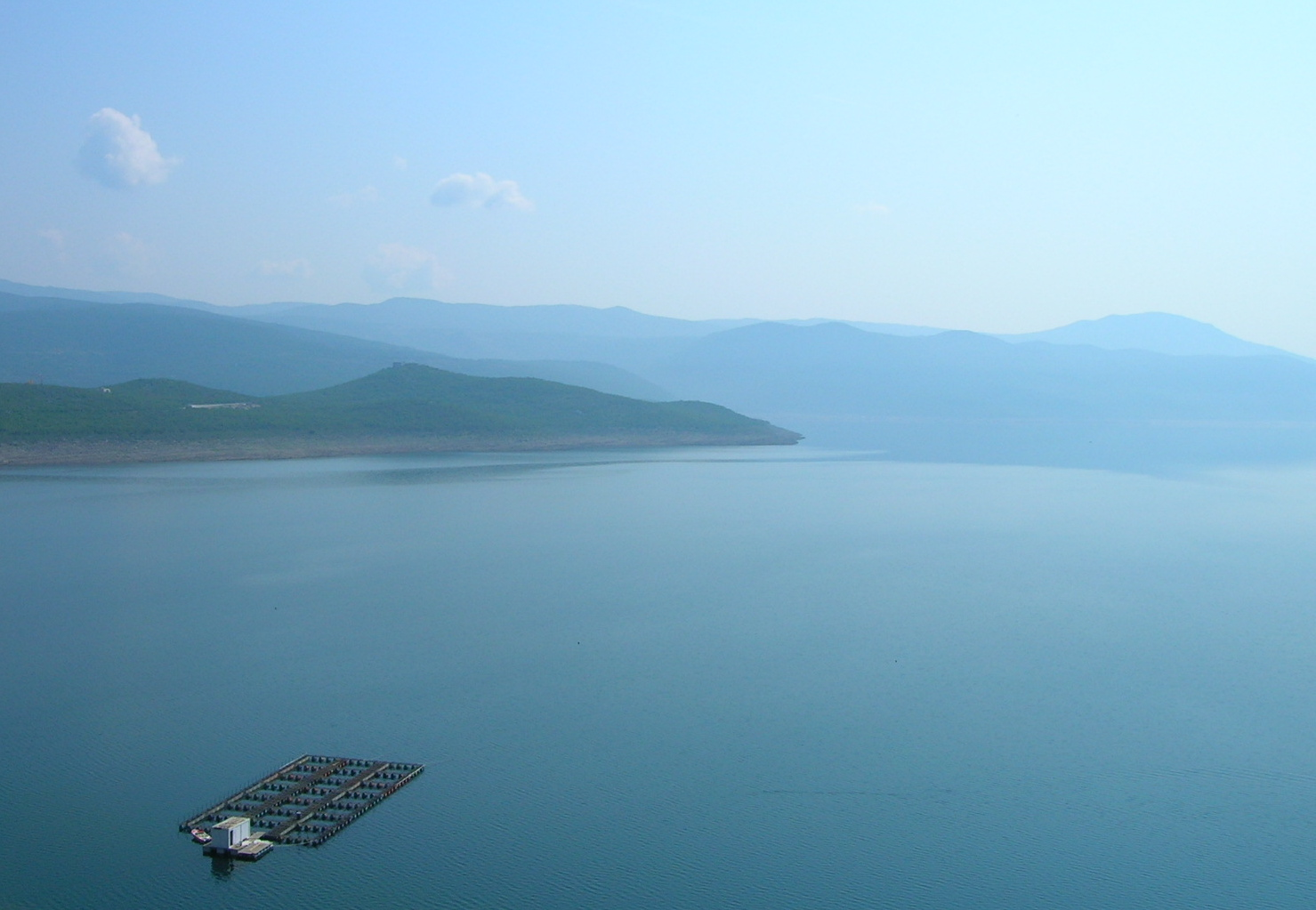
Lago artificial Bileća.

Siendo un río que fluye en terrenos geológicamente inestables (karst) y con un cauce interrumpido en varias partes de su curso, el Trebišnjica dispone de un enorme potencial para la construcción de centrales hidroeléctricas y la producción de electricidad. Como resultado, varios trabajos de regulación en el curso del Trebišnjica (tales como embalses, represas y canalizaciones), fueron de gran importancia a su estabilización y posterior aprovechamiento, lo que dio lugar a los trabajos de regulación hidrológica más masivos posiblemente en la antigua Yugoslavia.
- 1965 - El cauce es represado en el pueblo de Gorica, creando un lago artificial como una represa auxiliar para la futura central hidroeléctrica (CH) de Trebinje. El agua de dicho lago es conducida por dos canales hidroeléctricos paralelos, de 16 km de longitud, hacia el poblado (ahora croata) de Plat, en la costa adriática, cerca de Cavtat, donde la CH de Dubrovnik es construida.

- 1967- La represa de CH Trebinje (o Grnčarevo) fue concluida, creando el gran Lago Bileća (o Lago Miruša; con una superficie de 33 km² en el área del espejo de agua, una altitud de 400 m s. n. m., una profundidad de 104 m y un volumen de 1.300 hm³). El viejo Puente de Arslanagić sería desarmado y mudado hacia Trebinje para su inundación. Junto a la CH Dubrovnik, las dos hidroeléctricas tienen una capacidad instalada de 422 mW, y generan unos 2.19 mil millones de kWh anualmente.

- 1979 - La CH Čapljina es terminada, tras la construcción de dos túneles con instalaciones hidroeléctricas de una longitud de 8 km, y adicionalmente cuentan con dos embalses (con un volumen de contención de 12,5 hm³), luego inicia su operación. La potencia instalada de producción es de 430 mW (más dos agregados posteriores de 215 mW) y una capacidad de producción instalada de 619 millones de kWh anuales.

- 1979 - Para prevenir el hundimiento del cauce a través de las fosas en Popovo Polje, el río es acunado y ha sido hormigonado en una longitud de 67 km.